# Gajana
Gajana is een plaats in de gemeente Vodnjan in de Kroatische provincie Istrië. De plaats telt 144 inwoners (2001).